# Tabúk tartomány

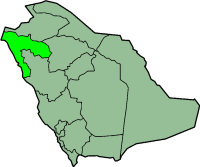
Tabúk tartomány elhelyezkedése Szaúd-Arábián belül

Tabúk tartomány (arabul منطقة تبوك [Minṭaqat Tabūk]) Szaúd-Arábia tizenkét tartományának egyike. Az ország északnyugati részén fekszik. Északon Dzsauf, délkeleten Háil, délen Medina tartomány, nyugaton a Vörös-tenger, északnyugaton pedig az Akabai-öböl határolja. Székhelye Tabúk városa. Területe 146 072 km², népessége a 2004-es népszámlálási adatok szerint 691 517 fő. Kormányzója Fahd bin Szultán bin Abd el-Azíz Ál Szuúd herceg.

## Fordítás
Ez a szócikk részben vagy egészben  a   Liste der Provinzen Saudi-Arabiens című német Wikipédia-szócikk ezen változatának fordításán alapul.  Az eredeti cikk szerkesztőit annak laptörténete sorolja fel. Ez a jelzés csupán a megfogalmazás eredetét és a szerzői jogokat jelzi, nem szolgál a cikkben szereplő információk forrásmegjelöléseként.